# Skövde kulturhus
Skövde kulturhus är ett kulturhus i centrala Skövde, den byggdes 1964 och är ritat av Hans-Erland Heineman. Huset ligger vid centralstationen i Skövde.

## Om Skövde kulturhus
Skövde kulturhus är Sveriges första kulturhus; med idén att samla allt under ett och samma tak. Här finns folkbibliotek, konstmuseum, Skövde stadsteater (med drygt 500 publikplatser), biograf Odeon, kafé och restaurang, föreningslokaler, danssalong samt konferenslokaler. Kulturhuset ligger i kvarteret Oden och både innehåller och är omgärdat av en mängd konstobjekt. Den förste föreståndaren var musikern Owe Kjell.
Stora förändringar gjordes invändigt 1993-1995, då ett helt nytt konstmuseum i tre plan tillkom i lokaler som Folkets hus tidigare disponerat. Ytterligare stora ombyggnationer genomfördes 2013, då en gemensam informationsdisk för kulturhusets verksamheter byggdes och fasaden mot entréplan och restaurang Sällskapet byttes mot en glasfasad.
Hösten 2013 fick Skövde kulturhus priset för "Årets marknadsförare" av Marknadsföreningen i Skaraborg. Det är även omnämnt som "Sveriges lättillgängligaste kulturhus".

## Folkbiblioteket
Skövde folkbibliotek öppnade den 6 maj 1931. Innan dess hade folkbiblioteket föregåtts av ett antal läsesällskap och mindre bibliotek i Skövde, men redan 1916 skrev major Eric Uggla – då ordförande för drätselkammaren – ett förslag till stadsfullmäktige om att inrätta ett folkbibliotek i staden. Arbetet med att kunna bygga upp Skövde folkbibliotek drevs sedan av både kammaren och fullmäktige.
Initialt låg folkbiblioteket i lokaler i den gamla läroverksbyggnaden, vid Eric Ugglas plats (som idag inhyser Eric Ugglas Teater). 1965 flyttade biblioteket till sina nya lokaler i det nybyggda kulturhuset.

## Konstmuseet

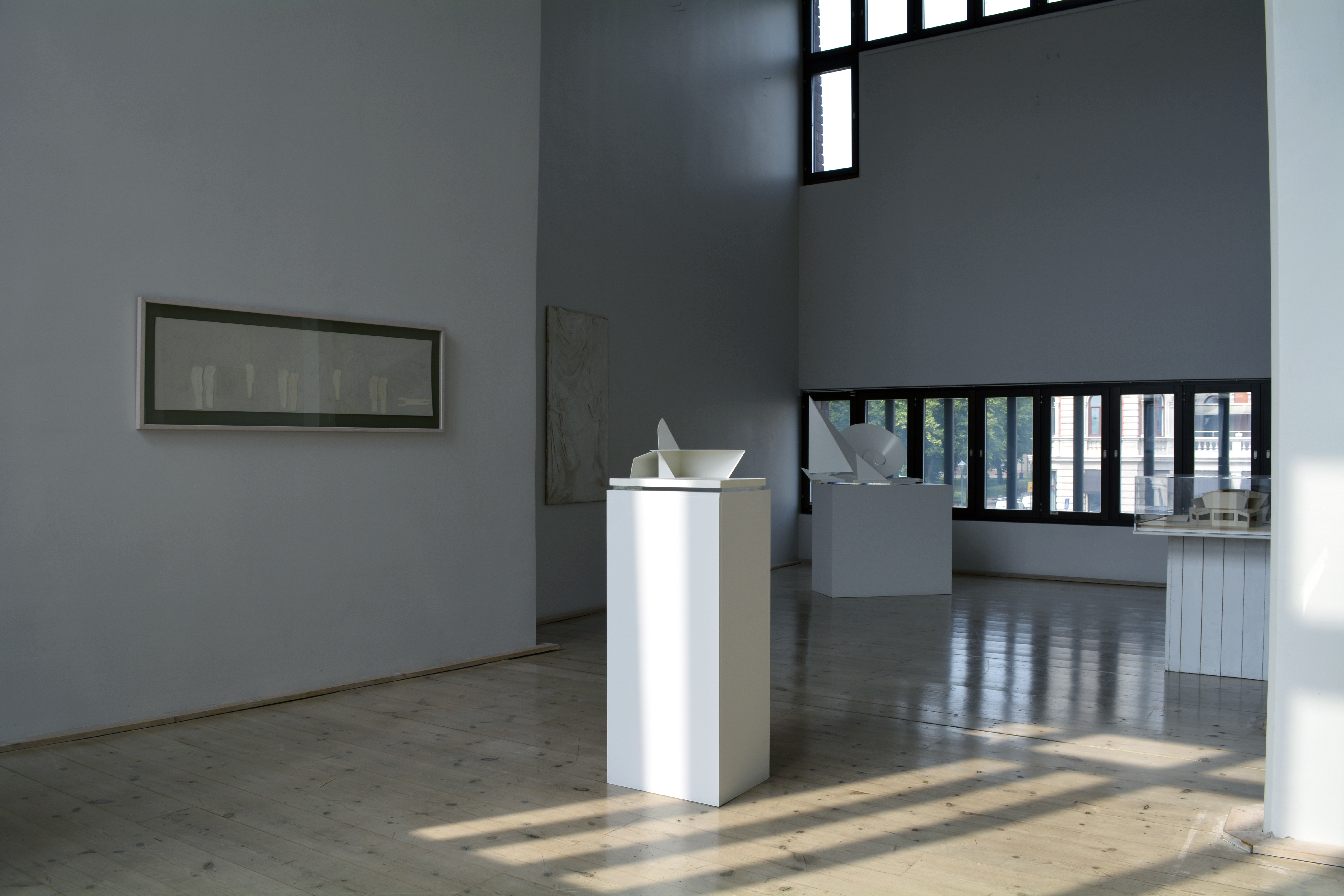
Konstmuseet i Skövde. Verk av Elli Hemberg.

Konstmuseet i Skövde ligger en våning upp i Skövde kulturhus. Under taket ryms internationella residens, experimentyta för samtidskonst samt en unik konstsamling. I över 10 år har Konstmuseet i Skövde arbetat målmedvetet med frågor kring genus, jämställdhet och normkritik. Konstmuseet gör runt sju tillfälliga utställningar varje år med allt från internationell samtidskonst till konsthistoriska exposéer med verk från samlingen. Dessutom finns en basutställning med verk ur samlingen där fokus ligger på svenskt 1900-tal till idag. De tillfälliga utställningarna i Stora galleriet utgår från Konstmuseets normkritiska uppdrag. I Lilla galleriet visas ett varierat utbud där det lokala konstlivet och mer samtida uttryck ges plats och i Konstmuseet fokus görs djupdykningar i Skövde kommuns egna samlingar.

## Biograf Odeon
Biograf Odeon är en modernt utrustad biograf med 149 platser (varav 2 rullstolsplatser) planerad och inredd så att den utöver filmvisningar även kan användas för föreläsningar eller kulturarrangemang i stil med mindre konserter och teaterföreställningar. I biografen anordnas löpande filmvisningar av föreningar som Föreningen Skövde filmfestival och Skövde filmstudio.